# Horace Mann
Horace Mann, (Franklin, Massachusetts, EUA, 4 de maig de 1796 - Yellow Springs, Ohio 2 d'agost de 1859), fou un polític i pedagog nord-americà, primer gran impulsor de l'educació pública al seu país.

## Biografia
Orfe de pare des de petit, Mann va créixer en una família calvinista en un medi rural i pobre. Educat en una senzilla escola unitària, des de la seva gran intel·ligència i voluntat se serví de la biblioteca de la seva població natal per adquirir, de forma autodidàctica una considerable cultura. També aprengué grec i llatí. Així aconseguí ser admès a la Universitat de Brown (Providence, Rhode Island). Fou un brillant alumne preocupat per les qüestions socials, polítiques i educatives. El 1819 és llicencià en dret. En el seu discurs de comiat defensà el progrés de la humanitat vers la dignitat i la felicitat amb l'ajut d'eines com l'educació, la filantropia i el republicanisme.
Anys després completaria la seva formació a la facultat de Dret de Litchfield (Connecticut), on també seria admès al col·legi d'advocats. Es va establir a Dedham, Massachusetts. El seu prestigi com a jurista i les seves intervencions públiques el portaren a ser elegit membre de Cambra de Representants de l'estat. Càrrec que exercí des de 1827 fins a 1833.
El 1833 es va traslladar viure a Boston. Fou elegit per al Senat de Massachusetts del 1835 al 1837, i del qual fou president el 1836. De les moltes causes que va defensar Mann, cap li era més estimada que l'educació popular. Al Massachusetts del segle xix existia una forma d'escola pública que es remuntava al 1647. No obstant això, en l'època de Mann, la qualitat de l'educació s'havia deteriorat a mesura que el control de l'escola havia passat gradualment a mans de districtes locals orientats més a l'estalvi econòmic que no pas a la qualitat. Davant d'això, va sorgir un vigorós moviment de reformes, compromès a frenar aquest declivi reclamant la influència de l'Estat sobre l'educació. El resultat va ser la creació, l'any 1837, d'una junta estatal d'educació encarregada de difondre la renovació escolar a tot l'estat. Contràriament al que li aconsellaven els seus amics, Horace Mann va acceptar ser el primer secretari d'aquesta junta. Dotat amb poc poder directe, el nou càrrec exigia un gran lideratge moral des del qual Mann va edificar durant onze anys un sistema d'educació pública de qualitat. Fou una persona compromesa en diverses causes humanitàries entre les quals destaca la de bastir una educació pública de qualitat. També, un cop elegit membre de Congrés federal el 1848, lluità contra l'esclavatge.
En 1843 viatjà a Prússia on visità escoles i estudià el seu sistema educatiu. Retornà decidit a implementar a la seva terra el millor del que havia observat: el finançament estatal de l'educació, l'educació gratuïta, la uniformitat per elevar els sectors culturalment inferiors i facilitar la promoció personal. També, establí escoles de formació del magisteri segons el model prussià. El 1849 per raons de salut es retirà de la primera línia d'acció.
El 1852 va veure com a l'Estat de Massachusetts s'implantava per llei l'educació pública i s'obligava a l'escolarització dels infants entre els vuit i catorze anys. Era la creació de la primera xarxa d'escola pública dels Estats Units. Estela que anirien seguint altres estats.
El 1853, fracassat el seu intent de ser governador de l'estat de Massachusetts d'un any abans, es va posar al capdavant de l'Antioch College a Yellow Springs, d'Ohio. Una institució compromesa amb la coeducació, la tolerància ideològica i la igualtat d'oportunitats per als afroamericans. El 1855 creà i edita la revista American Journal of Education que ajudà a la formació continuada del magisteri.
Dos mesos abans de morir, havia dit als alumnes que ja es graduaven: "Us suplico que guardeu en el vostre cor aquestes paraules de comiat: tingueu vergonya de morir-vos fins que no hàgiu guanyat alguna victòria per a la humanitat".

## Aportació pedagògica
Horace Mann és tingut com el primer gran reformador de l'educació nord-americana. Acomplí una gran tasca de conscienciació popular per fer adonar a la societat que l'educació havia de ser universal, aconfessional i gratuïta. També que el seu objectiu ha de ser l'eficiència social, la formació del caràcter i de les virtuts cíviques.
Des del Common School Journal, que des de 1838 arribava al professorat quinzenalment, proporcionava elements de reflexió i actuació sobre els reptes que es trobava la formació d'aquella escola pública, També hi difonia les idees pedagògiques de Pestalozzi .
Establí l'ensenyament religiós interconfessional i lluità contra l'explotació del treball infantil. Defensà una escola inclusiva de tots els orígens religiosos, socials i ètnics. Qüestions que li valgueren no poques crítiques i oposicions dels sectors més conservadors i el respecte dels defensors de la democràcia.
La instauració de l'escola pública i gratuïta a Massachusetts aconseguí elevar l'educació dels sectors socials més baixos i així dotar-los de vies de mobilitat ascendent. Des del convenciment de què per desenvolupar i garantir una democràcia republicana era imprescindible l'accés de tothom a l'educació.
En reconeixement el que significà Horace Mann per al progrés educatiu i social, John Dewey va donar el seu nom a la segona escola experimental que posà en marxa. Tot recordant que la ignorància dels ciutadans facilita l'aparició de les tiranies.

## Obres

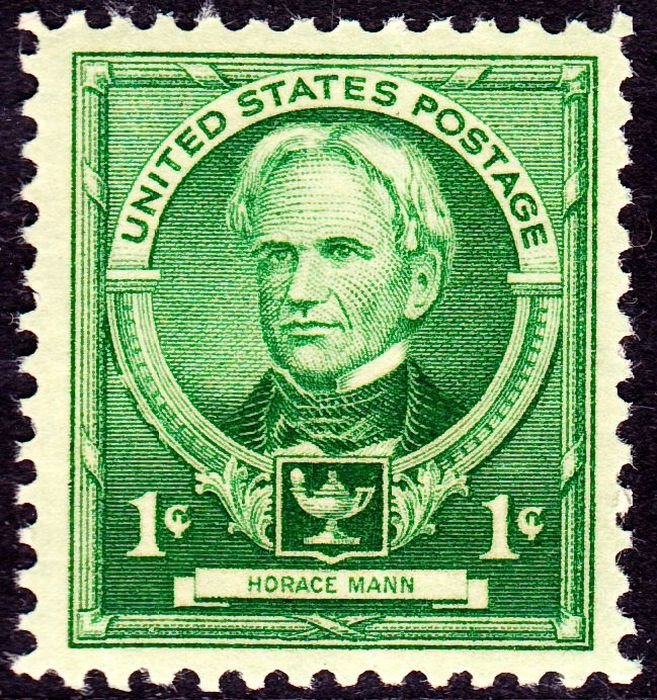
Segell de 1940 en homenatge a Horace Mann

- Speech of Mr. Horace Mann, on the right of Congress to legislate for the territories of the United States, and its duty to exclude slavery therefrom : delivered in the House of Representatives, in Committee of the whole, June 30, 1848. Boston : W. B. Fowle,1848

- Life and Complete Works of Horace Mann, 2 vols. Cambridge, 1869. Edició de Mary Tyler Mann.
- De l'importance de l'éducation dans une république París: Berger, 1883 https://gallica.bnf.fr/ark:/12148/bpt6k54962979.texteImage . (També: París: Ligaran, 2015)
- La crisis de la educación . Horace Mann. Buenos Aires: Paidós, 1972. (Textos seleccionats per L. Filler ; versió castellana de Roberto Juan Walton)